# (27701) 1983 QR
1983 كيو أر (ويعرف أيضًا باسم (27701) 1983 كيو أر وفق تسمية الكوكب الصغير) (بالإنجليزية: 1983 QR)‏ هو كويكب ضمن حزام الكويكبات؛ وترتيبه 27701 من حيث الاكتشاف.
اكتُشف هذا الجُرم الفلكي بواسطة جيمس جيبسون ‏ في 30 أغسطس 1983.

## وصلات خارجية
- (27701) 1983 QR في قاعدة بيانات مختبر الدفع النفاث لأجرام النظام الشمسي الصغيرة

- الاكتشاف · مخطط المدار ·  العناصر المدارية · المعلمات المادية

- (27701) 1983 QR على موقع ويكي سكاي: DSS2, SDSS, GALEX, IRAS, Hydrogen α, X-Ray, Astrophoto, Sky Map, Articles and images